# 바이올린, 피아노를 위한 여섯 개의 독일 무곡 (베토벤)
바이올린과 피아노를 위한 여섯 개의 독일 무곡, WoO 42는 루트비히 판 베토벤에 의해 쓰인 무곡 모음집이다.

## 개요
작품의 작곡 시기는 1796년 경이며, 악보의 출판은 1814년에 빈에서 이루어졌다. 베토벤은 이 작품을 툰 백작 부인에게 바치고 있는데, 그 직함과 이름을 가진 사람이 두 명(각각 리히놉스키 공작과 라즈몹스키 백작의 아내)이 있었기 때문에, 그가 정확히 누구를 염두에 두고 작곡했는지는 확실히 알 수가 없다.

## 구성
1. 독일 무곡 (바장조)
2. 독일 무곡 (라장조)
3. 독일 무곡 (바장조)
4. 독일 무곡 (가장조)
5. 독일 무곡 (라장조)
6. 독일 무곡 (사장조)

## 관련 링크
- 바이올린과 피아노를 위한 여섯 개의 독일 무곡, WoO 42 - 국제 악보 도서관 프로젝트(IMSLP)의 악보
- 프란체스카 데고(바이올린), 프란체스카 레오나르디(피아노)의 연주 영상 (2006년 2월 12일, 파지올리 콘서트홀) on YouTube